# Burton Holmes

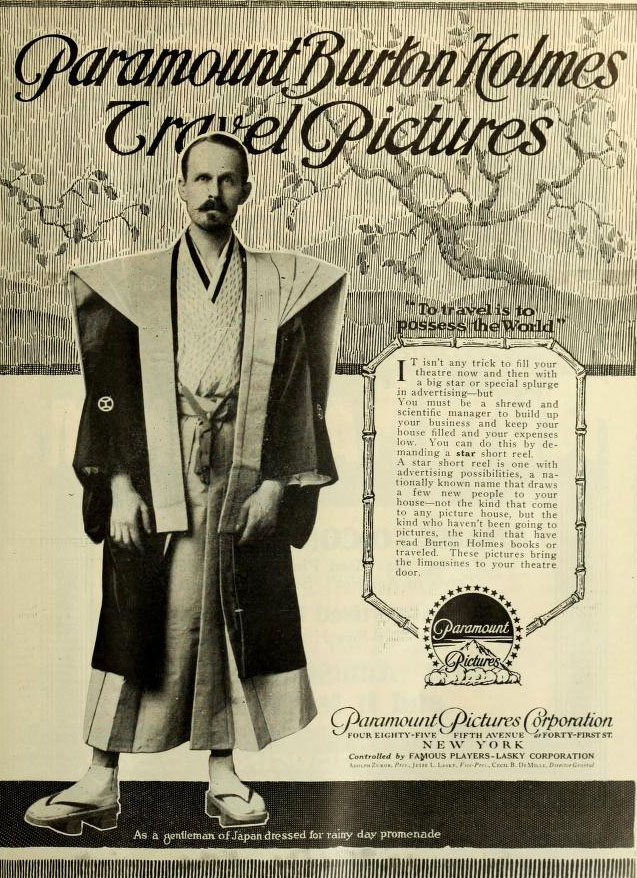
Anzeige (1917).

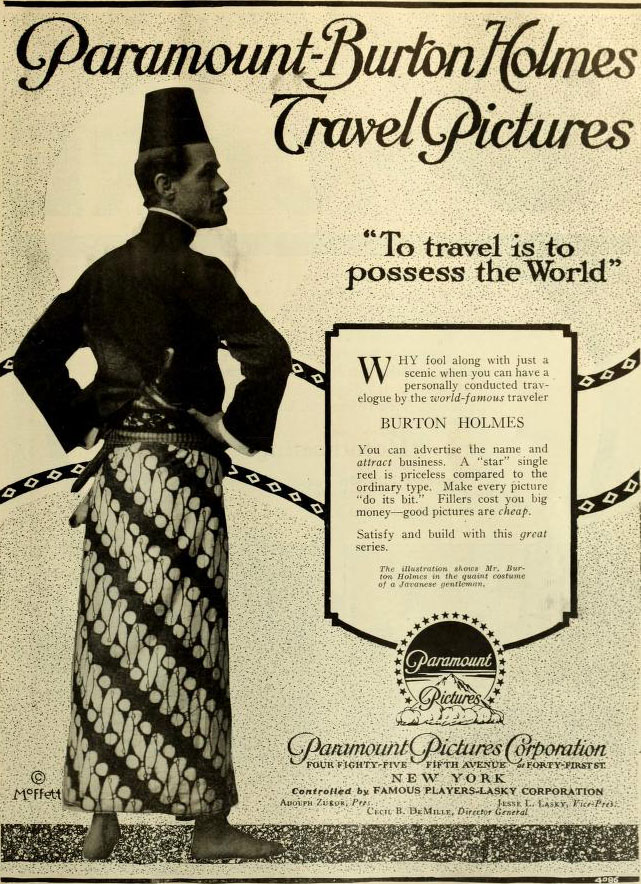
Anzeige (1917).

Elias Burton Holmes (* 8. Januar 1870 in Chicago, Illinois; † 22. Juli 1958 in Los Angeles, Kalifornien) war ein US-amerikanischer Reisender, Fotograf und Dokumentarfilmer.

## Leben
Als junger Mann war Holmes Schützling von John L. Stoddard, der als einer der ersten Schriftsteller in den USA auf Lesereisen ging. Nachdem Stoddard in Ruhestand gegangen war, wurde Holmes sein Nachfolger. Holmes war einer der Pioniere des Dokumentarfilms. Unter anderem filmte er die Ersten Olympischen Spiele der Neuzeit 1896 und war beim größten Vesuv-Ausbruch der jüngeren Geschichte 1906 sowie beim Bau des Panamakanals dabei.
Zu einer Zeit, in der es noch keinen Linienflugverkehr gab, bereiste Holmes alle Kontinente (außer der Antarktis) und nahezu alle Länder der Erde (außer Afghanistan). So war er unter anderem 1892 fünf Monate in Japan unterwegs, durchquerte 1894 den Maghreb mit einer Karawane, radelte 1895 von Paris nach Italien und umrundete in seinem Leben sechsmal den Globus.
Er war meist als Gentleman unterwegs und trug auch auf seinen Reisen einen blütenweißen Anzug, Schlips und weiße Schuhe.
Seinen Lebensunterhalt verdiente sich der US-Amerikaner, indem er in den Wintermonaten in der New Yorker Carnegie Hall stets ausverkaufte zweistündige Vorträge hielt, für die er zur besseren Vermarktung den Begriff Travelogue erfand. Er war der erste multimediale Reisevortragende, der Dias, Filme und Vortrag miteinander verband.
Holmes ist als Filmschaffender mit einem Stern auf dem Hollywood Walk of Fame verewigt, trotzdem ist er in den USA weitgehend unbekannt.

## Werke
Holmes produzierte mehr als 30.000 Fotos und fast 152.000 Meter Filmmaterial, darunter auch historische Aufnahmen wie von Leo Tolstoi. Mit seiner 60-Millimeter-Gaumont-Kamera drang Holmes auch als Erster nach Japan, Korea, China und zu den Hopi-Indianern in Arizona vor. Viele seiner Bilder ließ er von Spezialisten mit einhaarigen Hermelinpinseln nachkolorieren.

### Zitate
„Die einzigen Dinge, die mir gehören, die immer noch das wert sind, was sie gekostet haben, sind meine Reiseerinnerungen, die geistigen Bilder von Orten, die ich über ein halbes Jahrhundert lang gehortet habe wie ein glücklicher Geizhals“